# Acacia cylindrica
Acacia cylindrica é uma espécie de leguminosa do gênero Acacia, pertencente à família Fabaceae.